# Pas a desnivell

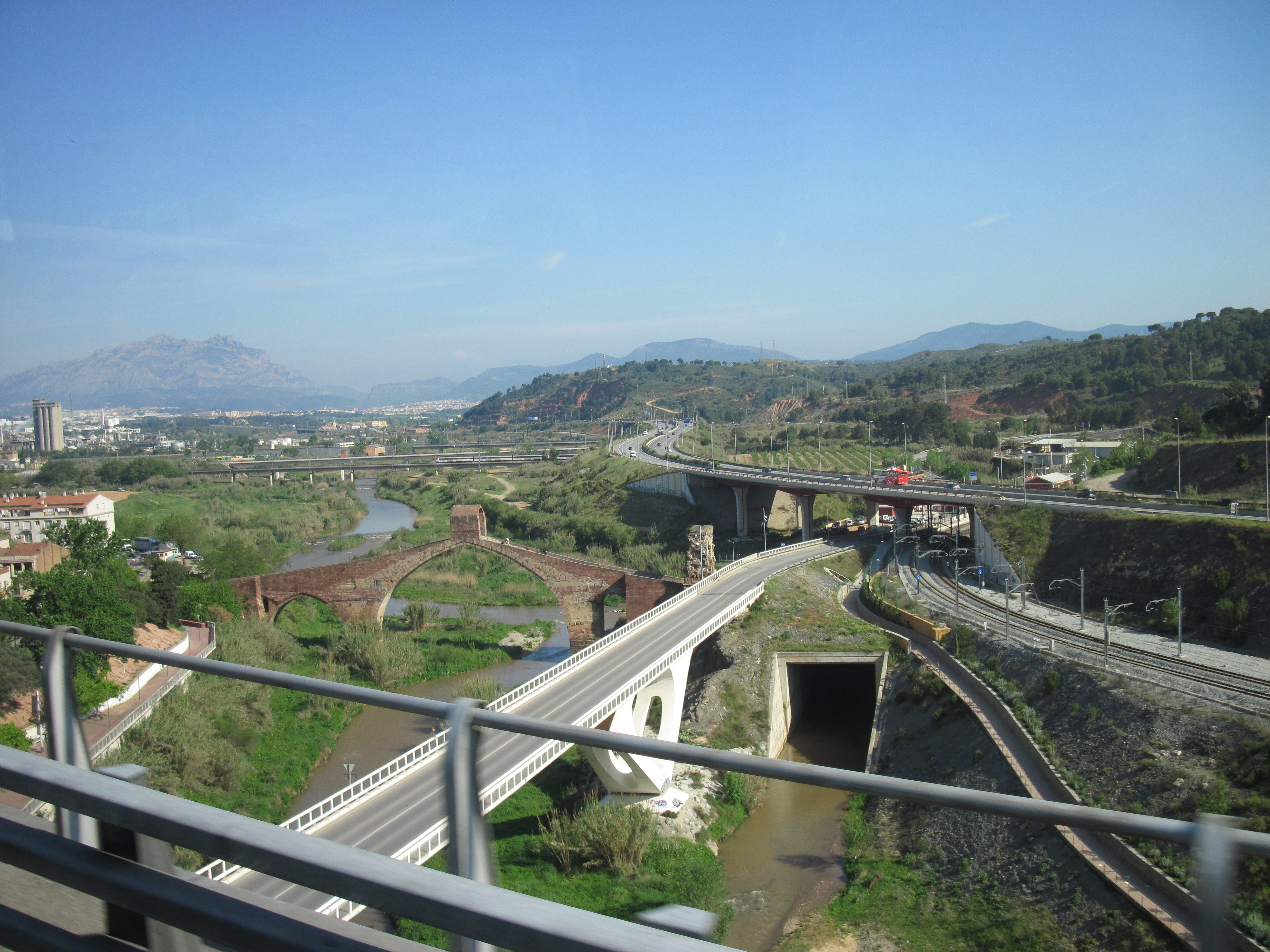
7 passos a desnivell per a la separació de diversos graus, a prop de Barcelona. El pont antic visible al centre de la imatge és el Pont del Diable.

Pas a desnivell és el procés de l'adaptació d'un encreuament de dos o més eixos de transport a diferents altures per no interrompre el fluix de trànsit entre diverses rutes quan es creuen entre si. La composició d'aquests eixos de transport no han de ser uniforme, sinó que pot consistir en una barreja de camins, senders, vies fèrries, canals, o pistes d'aeroports. Ponts, túnels, o una combinació d'ambdós poden ser construïts en una cruïlla per tal d'aconseguir el necessari grau de separació.
Exemples de passos a desnivell

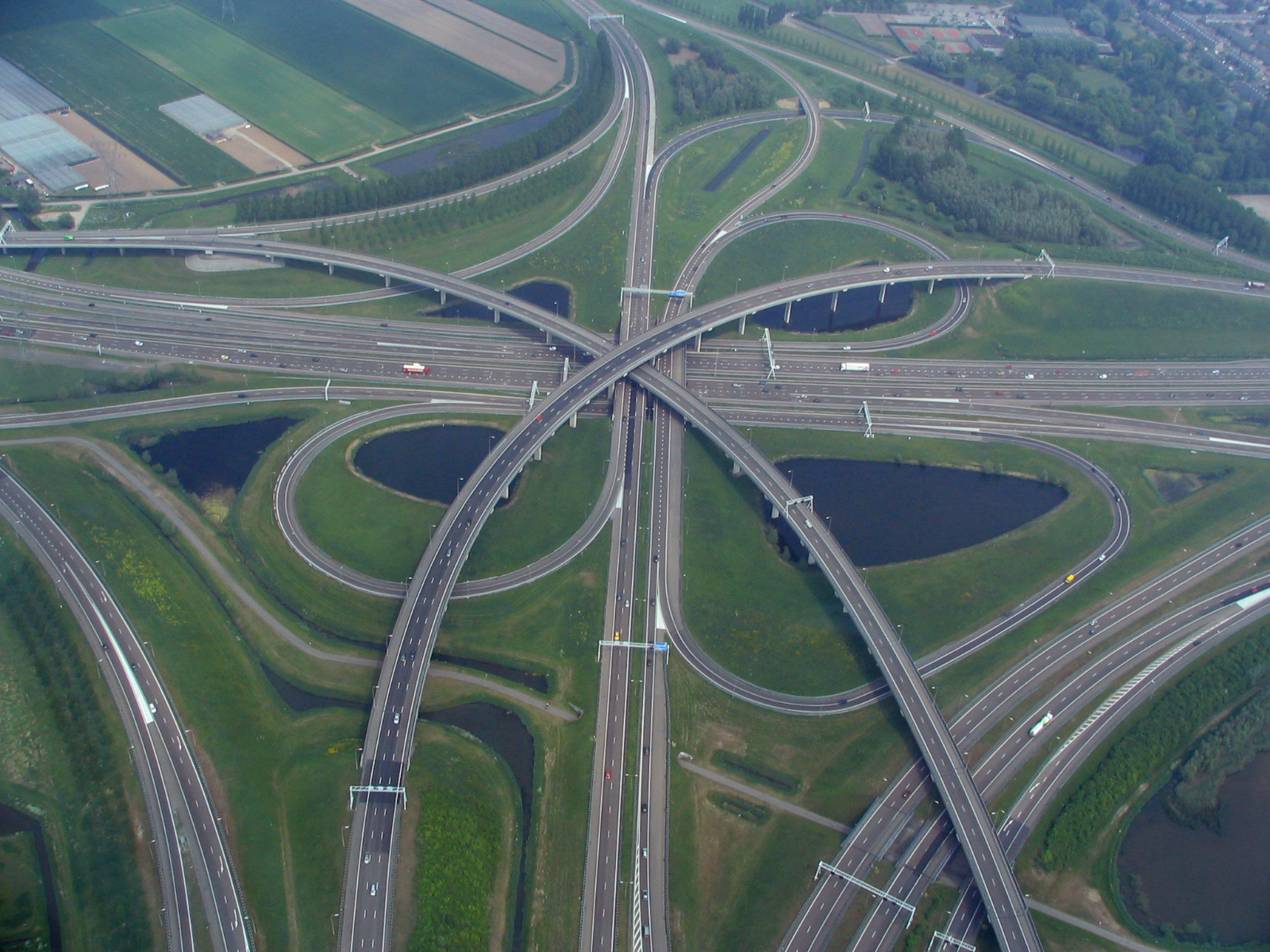
Un exemple de la possible complexitat de pas a desnivell, vist en la cruïlla en trèvol d'autopistes.
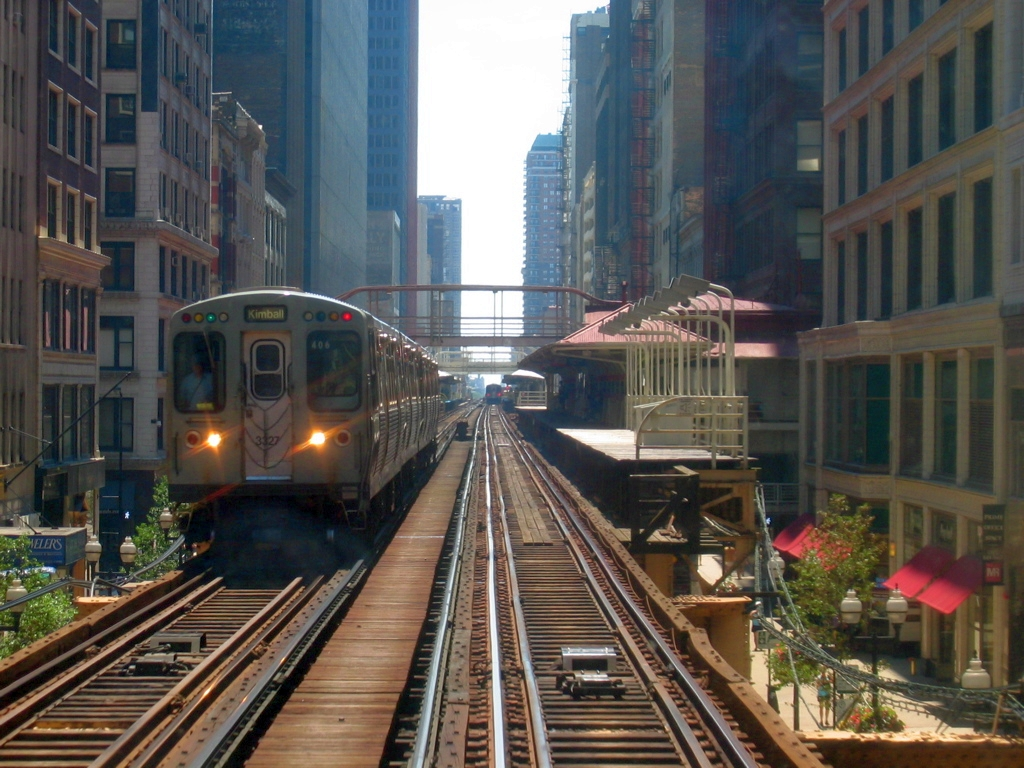
Passos a desnivell continu al (Metro de Chicago Chicago «L»)
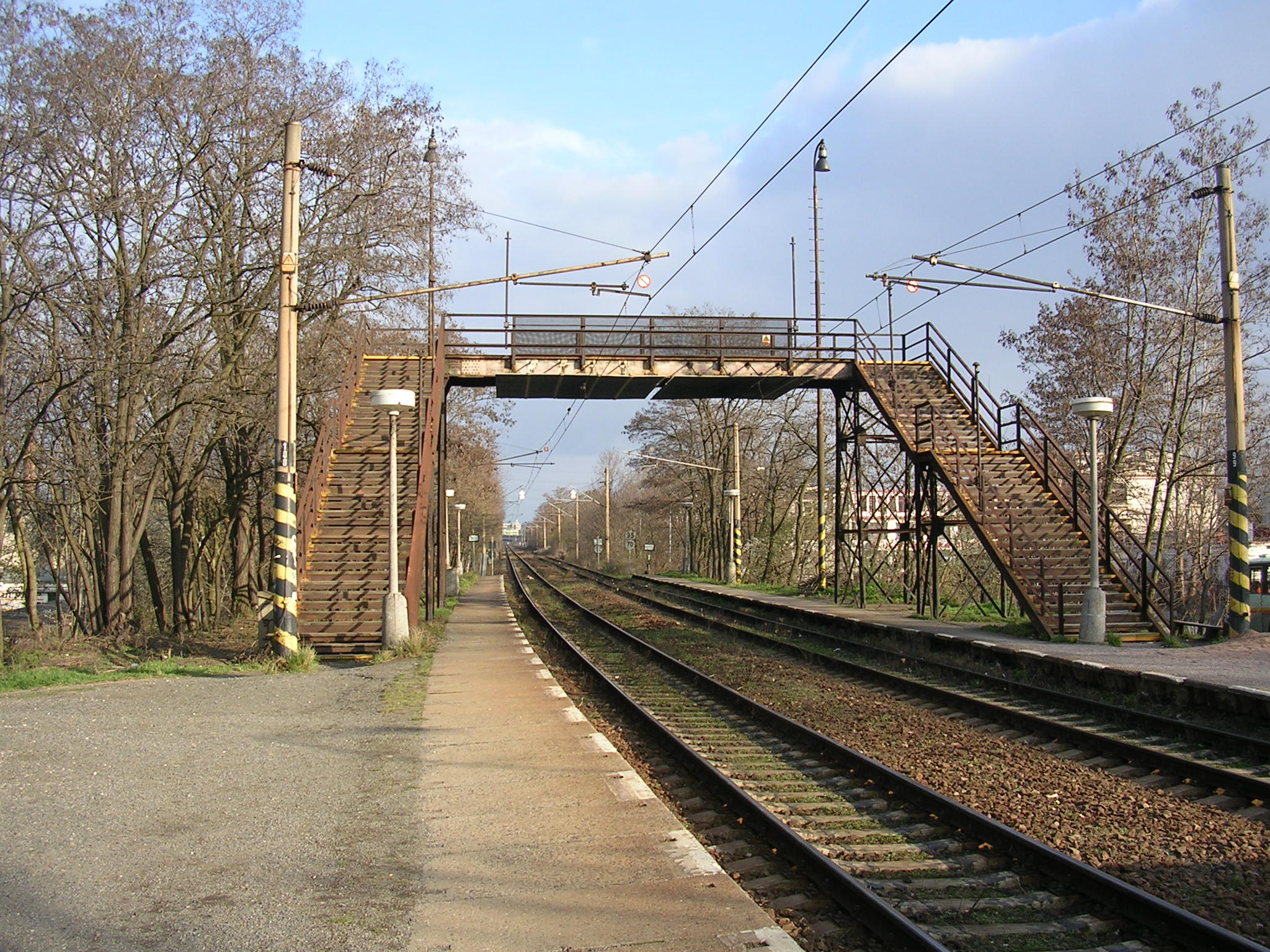
El concepte de passos a desnivell inclou totes les maneres de transport, com ara un simple pont per als vianants sobre vies fèrries.